# Biological Psychiatry
Biological Psychiatry (дослівно укр. «Біологічна психіатрія») — академічний журнал в області психіатричної неврології. 
Журнал був заснований 1969 року. Його попередником був інший журнал, заснований 1959 року, за назвою «Recent Advances in Biological Psychiatry» (укр. «Останні досягнення в галузі біологічної психіатрії»).
Зараз журнал видається компанією Elsevier зі штаб-квартирою в Амстердамі, Нідерланди, та виходить у вигляді 24 випусків щороку. За даними The Journal Citations Reports компанії Thomson Scientific є четвертим за рейтингом психіатричним журналом з фактором цитування (англ. impact factor) 8,45[джерело?].

## Головні редактори
Editors-in-chief:
- Joseph Wortis[en], 1959–1992
- Wagner H. Bridger, 1992–1997
- Richard C. Josiassen, 1997
- Dennis S. Charney[en], 1998–2006
- John H. Krystal, 2006–донині [2020]